# 弗里德里克·奥拉夫松
弗里德里克·奥拉夫松（1935年1月26日—2025年4月4日）是一名冰岛国际象棋特级大师、世界国际象棋联合会前主席。
弗里德里克是是六届冰岛国际象棋冠军（1952年、1953年、1957年、1961年、1962年、1969年），以及两届北欧国际象棋冠军（1953年、1971年），被认为是当时冰岛最顶尖的国际象棋棋手。
1978年，他接替马克斯·尤伟出任国际棋联主席。1981年，他在阿纳托利·卡尔波夫与维克多·科尔奇诺伊之间进行的世界冠军对抗赛中得罪了苏联人。因为科尔奇诺伊于1976年叛逃苏联，故苏联扣压了他的儿子。弗里德里克于是在1981年决定推迟世界冠军对抗赛，以期苏联人能释放科尔奇诺伊的儿子。正因如此，弗里德里克最终在1982年国际棋联的选举中被苏联所反对，失去了连任的机会。